# Chesaconcavus tamiamiensis
Chesaconcavus tamiamiensis is een zeepokkensoort uit de familie van de Balanidae. De wetenschappelijke naam van de soort is voor het eerst geldig gepubliceerd in 1965 door Ross.